# František Mojžíš
František Mojžíš (14. března / 20. března 1914 Nasavrky – 21. dubna 1953 Věznice Pankrác) byl český farník, podnikatel, rolník a protikomunistický odbojář odsouzený komunistickým režimem k trestu smrti a popravený v roce 1953.

## Životopis
Narodil se v roce 1914 v Nasavrkách do rolnické rodiny. V jeho rodné obci se později stal vlastníkem obchodu se zemědělským nářadím a s drobnými stroji. Měl celkem pět sourozenců; tři bratry a dvě sestry. Svému staršímu bratrovi pomáhal na rodinném hospodářství. V roce 1944 se oženil se svou partnerkou Vlastou. V roce 1948 se mu narodil syn Jaroslav. Byl věřící.

### Po únoru 1948

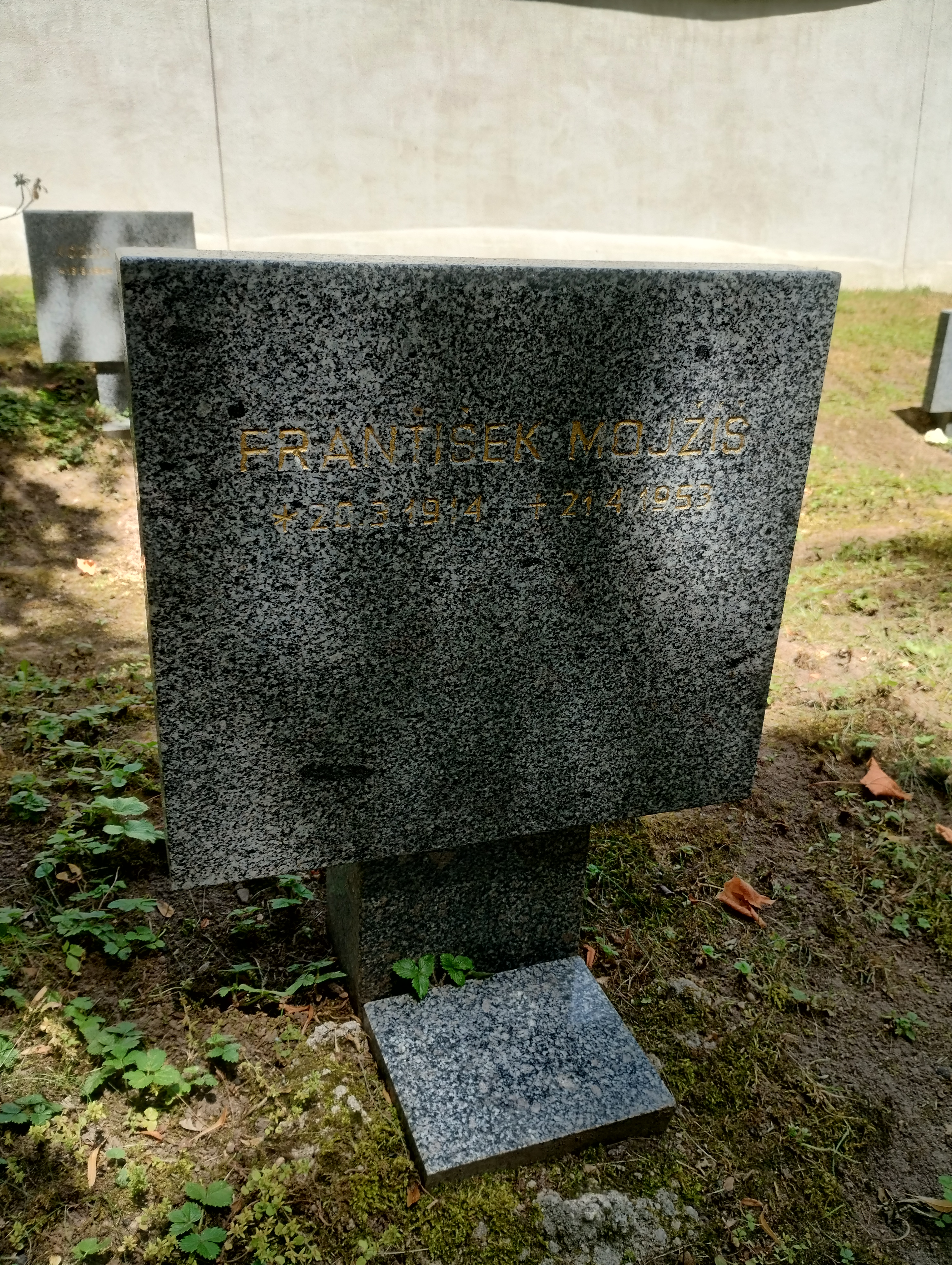
Symbolický náhrobek F. Mojžíše na Čestném pohřebišti v Ďáblicích

Po komunistickém převratu v únoru 1948 se stal v roce 1949 členem protikomunistického odboje, přičemž konkrétně působil ve skupině vedené Karlem Hořínkem, jež působila v okolí Chotěboře. Od května 1950 byl nucen se skrývat poté, co byl zavražděn místní újezdní tajemník. Když se jej přitom téhož měsíce pokusili zatknout agenti Státní bezpečnosti, Mojžíš jim unikl. Útočiště nalezl v Leškovicích, Štěpánově a Zhoři. V březnu 1952 byl však agenty Státní bezpečnosti zatčen a ve vazbě poté mučen, přestože se ukázalo, že s vraždou neměl nic společného. V červenci 1952 byl přesto ve veřejném politickém procesu konaném v Sokolovně v Habrech odsouzen k trestu smrti, přestože byla jeho protirežimní aktivita minimální a spočívala hlavně v jeho verbálním nesouhlasu s poměry v zemi. Popraven byl v dubnu 1953. Pohřben byl do společného hrobu na Ďáblickém hřbitově. V procesu bylo k dlouholetým trestům odnětí svobody odsouzeno osm dalších osob. Dopisy, které Mojžíš sepsal pro svou rodinu, byly rodině předány až po sametové revoluci v září 1995.
V roce 2007 byla ve Vilémově k uctění jeho památky instalována pamětní deska. Odhalení desky přitom kromě dvou osob, které byly v procesu s Mojžíšem odsouzeny k trestům odnětí svobody, inicioval také bývalý politický vězeň Miloslav Růžička.